# جيه دي فانس
جيمس ديفيد فانس (المولود باسم جيمس دونالد بومان؛ 2 أغسطس 1984) هو سياسي أمريكي، مؤلف، محامٍ، ومحارب قديم في سلاح مشاة البحرية، يشغل منصب نائب الرئيس الخمسين للولايات المتحدة تحت إدارة الرئيس دونالد ترامب الثانية. ينتمي فانس إلى الحزب الجمهوري، ويمثل ولاية أوهايو في مجلس الشيوخ الأمريكي منذ عام 2023 حتى 2025.
وُلد فانس في ميدلتاون، أوهايو. التحق بسلاح مشاة البحرية الأمريكية بعد إتمام دراسته الثانوية، حيث عمل كصحفي عسكري بين عامي 2003 و2007، وشارك في حرب العراق لمدة ستة أشهر في عام 2005. حصل على درجة البكالوريوس من جامعة ولاية أوهايو عام 2009، ثم أكمل دراسته في كلية الحقوق بجامعة ييل، حيث نال شهادة في القانون عام 2013. بدأ حياته المهنية في مجال المحاماة كمحامٍ في الشركات، قبل أن ينتقل للعمل في صناعة التكنولوجيا كمستثمر رأس مال مغامر. نشر مذكراته "قصيدة رثاء ريفية" في 2016، والتي تحولت إلى فيلم في عام 2020.
فاز فانس في انتخابات مجلس الشيوخ الأمريكي لعام 2022 في ولاية أوهايو، متفوقًا على مرشح الحزب الديمقراطي تيم رايان. على الرغم من معارضته لترشح دونالد ترامب في انتخابات 2016، أصبح فانس داعمًا قويًا لترامب خلال فترته الرئاسية الأولى. في يوليو 2024، اختار ترامب فانس ليكون نائبه قبل المؤتمر الوطني الجمهوري. شغل فانس منصب سيناتور عن ولاية أوهايو حتى استقالته في يناير 2025 استعدادًا لتولي منصب نائب الرئيس. بذلك، أصبح فانس ثالث أصغر نائب رئيس في تاريخ الولايات المتحدة وأول شخص من جيل الألفية يشغل هذا المنصب.
وُصف فانس بأنه محافظ وطني وشعبوي يميني، ويصف نفسه بأنه جزء من اليمين ما بعد الليبرالي. تشمل مواقفه السياسية معارضة الإجهاض والزواج المثلي، بالإضافة إلى دعم تقييد حيازة الأسلحة. يُعتبر فانس منتقدًا صريحًا للعزوف عن الإنجاب، وقد أشاد بتأثير اللاهوت الكاثوليكي على مواقفه الاجتماعية والسياسية.

## بداية مسيرته

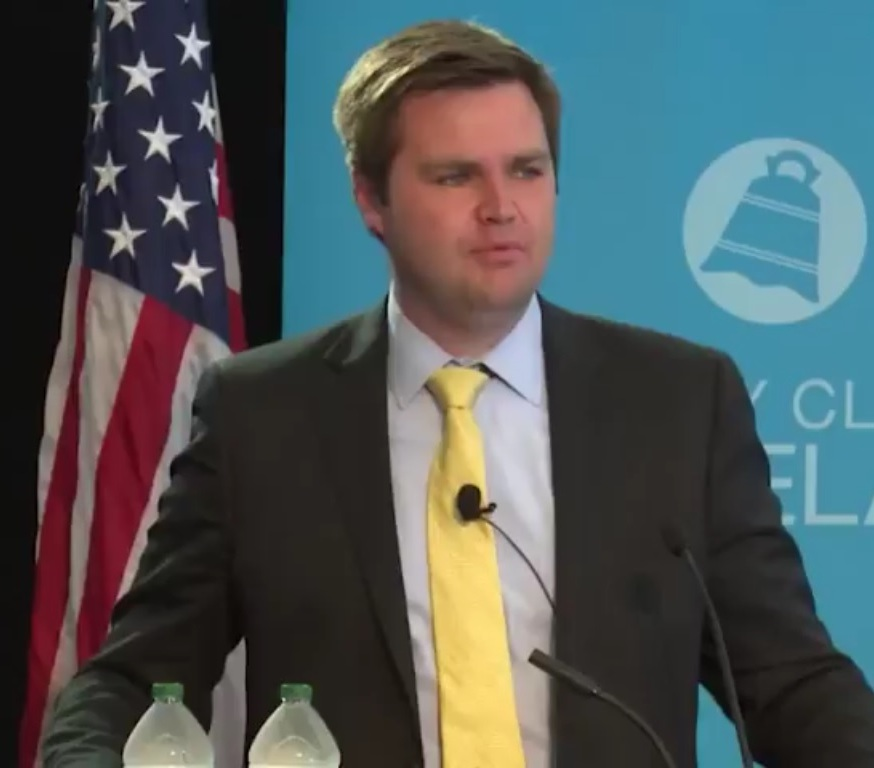
جيه. دي. فانس، يلقى خطابًا أمام نادي مدينة كليفلاند في مايو 2017.

بعد كلية الحقوق، عمل فانس لصالح السيناتور الجمهوري جون كورنين. أمضى عامًا يعمل كاتبًا قانونيًا للقاضي ديفيد بونينغ في محكمة المقاطعة الشرقية بولاية كنتاكي، ثم دخل الممارسة الخاصة في شركة المحاماة سيدلي أوستن. بعد ممارسة القانون لمدة تقل قليلًا عن عامين، انتقل فانس إلى سان فرانسيسكو للعمل في صناعة التكنولوجيا كاستثماري مجازف. بين عامي 2016 و2017، شغل منصب مدير في شركة ميثريل كابيتال التابعة لبيتر ثيل.

### الكتابة
في عام 2016، نشرت دار هاربر كتاب فانس «مرثية هيلبيلي: مذكرات عن عائلة وثقافة في أزمة». كان الكتاب ضمن قائمة نيويورك تايمز للكتب الأكثر مبيعًا في عامي 2016 و2017. وصفت صحيفة نيويورك تايمز الكتاب بأنه «واحد من أفضل ستة كتب تساعد على فهم فوز ترامب».
وصفت صحيفة واشنطن بوست فانس بأنه «صوت حزام الصدأ»، بينما انتقدته مجلة ذا نيو ريببلك ووصفته بأنه «المتحدث المفضل لوسائل الإعلام الليبرالية عن القمامة البيضاء» و«النبي الزائف لأمريكا الزرقاء». انتقد الاقتصادي ويليام إيسترلي، وهو من مواليد ولاية فيرجينيا الغربية، الكتاب، وكتب: «أصبح التحليل السطحي لمجموعات من الناس - النخب الساحلية، أمريكا العابرة، المسلمون، المهاجرون، الأشخاص الذين ليس لديهم شهادات جامعية، سمِّ ما شئت - أمرًا روتينيًا. وهذا يقتل سياستنا».
بعد نجاح كتابه، أصبح فانس مساهمًا في شبكة سي إن إن في أوائل عام 2017. في أبريل 2017، وقع رون هاوارد على إخراج النسخة السينمائية من «مرثية هيلبيلي»، التي صدرت في بعض دور السينما في 11 نوفمبر 2020، وبطولة إيمي آدامز في دور والدته، وغلين كلوز في دور ماماو، وغابرييل باسّو في دور فانس. صدر الفيلم للبث على نتفليكس في 24 نوفمبر.

### الانحياز
في ديسمبر 2016، صرح فانس عن خطته بالانتقال إلى أوهايو وبدء منظمة غير ربحية أو الترشح لمنصب. في أوهايو، أنشأ منظمة «تجديد أوهايو»، وهي منظمة مناصرة من نوع 501(c)(4) تركز على التعليم والإدمان وغيرها من «الأمراض الاجتماعية» التي ذكرها في مذكراته. أغلقت المجموعة بعد أقل من عامين مع إنجازات شحيحة. وفقًا لجليل جفاني، مدير القانون والسياسات في المنظمة، فإن عمل المجموعة تعثر بسبب تشخيصه بالسرطان.
خلال حملة فانس لانتخابات مجلس الشيوخ الأمريكي في عام 2022، قال تيم ريان، المرشح الديمقراطي، إن المؤسسة الخيرية كانت واجهة لطموحات فانس السياسية. أشار رايان إلى تقارير تفيد بأن المنظمة دفعت لمستشار سياسي لفانس وأجرت استطلاعات للرأي العام، بينما فشلت في جهودها لمعالجة الإدمان. نفى فانس هذا التوصيف. كشف تقرير من بيزنس إنسايدر في عام 2021 أن ملفات الضرائب الخاصة بمؤسسة «تجديد أوهايو» أظهرت أنه في عامها الأول، أنفقت المؤسسة أكثر على «خدمات الإدارة» التي قدمها مديرها التنفيذي جاي تشابريا، الذي كان أيضًا المستشار السياسي الأعلى لفانس، مقارنة بما أنفقته على برامج مكافحة تعاطي الأفيون.
وفقًا لوكالة أسوشيتد برس، كان أكبر إنجاز للمؤسسة الخيرية هو إرسال الطبيبة النفسية سالي ساتيل إلى منطقة الأبلاش في أوهايو لمدة إقامة لعام 2018، ولكن شابت هذا الإنجاز العلاقات بين ساتيل وصاحب عملها، معهد أمريكان إنتربرايز، وشركة بيردو فارما، في شكل تبادل المعرفة بين ساتيل وبيردو والدعم المالي من بيردو إلى معهد أمريكان إنتربرايز، كما وجد تحقيق بروبابليكا في عام 2019. في رسالة بريد إلكتروني إلى أسوشيتد برس، نفت ساتيل أي علاقة لها مع بيردو أو أي معرفة بتبرعات بيردو للمعهد.

### الاستثمار
في عام 2017، انضم فانس إلى شركة الاستثمار ريفولوشن ذات المسؤولية المحدودة. تأسست الشركة على يد ستيف كيس، الذي شارك أيضًا في تأسيس إيه أو إل. كانت مهمة فانس توسيع مبادرة «صعود البقية» التي ركزت على زيادة الاستثمارات في المناطق غير المستفيدة خارج وادي السيليكون ومدينة نيويورك. في عام 2019، شارك فانس في تأسيس شركة نارية كابيتال في سينسيناتي بدعم مالي من بيتر ثيل، وإريك شميت، ومارك أندريسن. في عام 2020، جمع 93 مليون دولار للشركة. مع ثيل ومستشار ترامب السابق دارين بلانتون، استثمر فانس في رابل، وهي منصة فيديو عبر الإنترنت كندية تحظى بشعبية بين اليمين السياسي.

## حملة الترشح لمنصب نائب الرئيس
في 31 يناير 2023، دعم فانس الرئيس السابق دونالد ترامب في الانتخابات التمهيدية الرئاسية للحزب الجمهوري 2024. في 15 يوليو 2024، في اليوم الأول من المؤتمر الوطني الجمهوري 2024، أعلن ترامب أنه اختار فانس نائبًا له في منشور على تروث سوشل. في 17 يوليو، في اليوم الثالث من المؤتمر، قبل فانس ترشيح ترامب ليكون نائبًا له. يُعد فانس أول محارب قديم من مشاة البحرية يشارك في ترشيح رئاسي.
ضغط نجلا ترامب الأكبرين دونالد ترامب الابن وإريك ترامب على والدهما لاختيار فانس. يُقال إن عدة شخصيات إعلامية واقتصادية ضغطت لاختيار فانس في الترشيح الرئاسي بما في ذلك إيلون ماسك، ديفيد ساكس، وتاكر كارلسون. دعت مؤسسة هيريتيج التي وضعت مشروع 2025 إلى اختيار فانس كنائب لترامب. رد ماسك على اختيار ترامب لنائب الرئيس بعد ساعات من الإعلان قائلاً إن الاختيار «يُبشّر بالفوز.» كتب ديفيد ساكس، أحد أبرز المُتبرعين للحزب الجمهوري على منصة إكس: «هذا هو الشخص الذي أريده بجانب ترامب: مُحب لأمريكا.» في عام 2022، قدم ساكس 900,000 دولار لحملة فانس الانتخابية لمجلس الشيوخ وأضاف بيتر ثيل 15 مليون دولار. بينما أُعلن في البداية أن إيلون ماسك سيُساهم بمبلغ 45 مليون دولار شهريًا، قال ماسك لاحقًا إنه يخطط للتبرع "بمبلغ أقل بكثير".